# Хавајан ерлајнс
Хавајан ерлајнс (енгл. Hawaiian Airlines, хав. Hui Mokulele o Hawaiʻi)   је комерцијална америчка авиокомпанија, са седиштем у Хонолулуу, на Хавајима.    То је највећи оператер комерцијалних летова до и од острвске државе Хаваји и десета највећа комерцијална авио-компанија у Сједињеним Државама по броју путника .
Авио-компанија управља својим главним чвориштем на међународном аеродрому Хонолулу острву Оаху и секундарним чвориштем на аеродрому Кахулуи на острву Мауи.  Авио-компанија је такође одржавала базу посаде на међународном аеродрому у Лос Анђелесу .
Авио-компанија обавља летове за Азију, Америчку Самоу, Аустралију, Француску Полинезију, Хаваје, Нови Зеланд, Аљаску, Канаду и остатак САД-а.
Хавајан је најстарији амерички авио превозник који никада није имао фаталну несрећу или губитак трупа током своје историје, и често је на врху листе правовремених превозника у Сједињеним Државама, као и са најмање отказивања, прекомерне продаје и проблема са руковањем пртљагом.    
3. децембра 2023. Alaska Air Group је објавила да планира да купи Хавајан ерлајнс, у очекивању регулаторног одобрења.   19. августа 2024. Министарство правде САД одбило је да поднесе тужбу за блокирање куповине.  Министарство саобраћаја САД је накнадно одобрило две стране 17. септембра 2024. за завршетак спајања.  18. септембра 2024. је завршено спајање.

## Флота
Закључно са јануаром 2025., Хавајан ерлајнс управља следећим авионима:
| Авион              | У служби | Наручено | Путници | Путници | Путници | Путници | Извори | Напомене                                                 |
| Авион              | У служби | Наручено | F       | Y+      | Y       | Total   | Извори | Напомене                                                 |
| ------------------ | -------- | -------- | ------- | ------- | ------- | ------- | ------ | -------------------------------------------------------- |
| Airbus A321neo     | 18       | —        | 16      | 44      | 129     | 189     | [ 16 ] |                                                          |
| Airbus A330-200    | 24       | —        | 18      | 68      | 192     | 278     | [ 17 ] |                                                          |
| Boeing 717-200     | 19       | —        | 8       | —       | 120     | 128     | [ 18 ] |                                                          |
| Boeing 787-9       | 2        | 10       | 34      | 79      | 187     | 300     | [ 20 ] | Deliveries from 2024. Options for 8 additional aircraft. |
| Карго              |          |          |         |         |         |         |        |                                                          |
| Airbus A330-300P2F | 7        | 3        | Cargo   | Cargo   | Cargo   | Cargo   | Cargo  | Operated for Amazon Air.                                 |
| Total              | 70       | 13       |         |         |         |         |        |                                                          |